# The Herald (Zimbabwe)
The Herald är en statsägd dagstidning i Zimbabwe. Huvudkontoret ligger i huvudstaden Harare. Tidningen köptes efter självständigheten 1981 av staten från dåvarande ägaren Argus Group. Innan dess hade den namnet The Rhodesia Herald. Tidningen har anklagats för att ensidigt rapportera positivt om president Robert Mugabe och Zanu-PF samt att demonisera oppositionspartiet Movement for Democratic Change (MDC).